# Jorunna rubescens
Espèce
Synonymes
- Kentrodoris rubescens Bergh, 1874 (nom originel)

Jorunna rubescens est une espèce de mollusques nudibranches de la famille des Discodorididae.

## Description
Cette espèce peut mesurer plus de 20 cm. 
Le corps est long, de teinte beige rosé à orange pâle, couvert d'une multitude de traits fins longitudinaux avec parfois des points blancs. La partie antérieure, postérieure, le pourtour de la cavité buccale (formé par un repli du manteau), ainsi que la base des fourreaux protégeant les rhinophores et le bouquet branchial, présentent une couleur de brun à noir.
Le manteau est couvert de papilles qui sont en fait des spicules ou caryophyllidia.
Les rhinophores sont lamellés, leur corps crème translucide est marqué de traits noirs à bruns, les lamelles sont brunes avec des taches blanches. Le bouquet branchial est translucide et surligné de noir ou de brun.

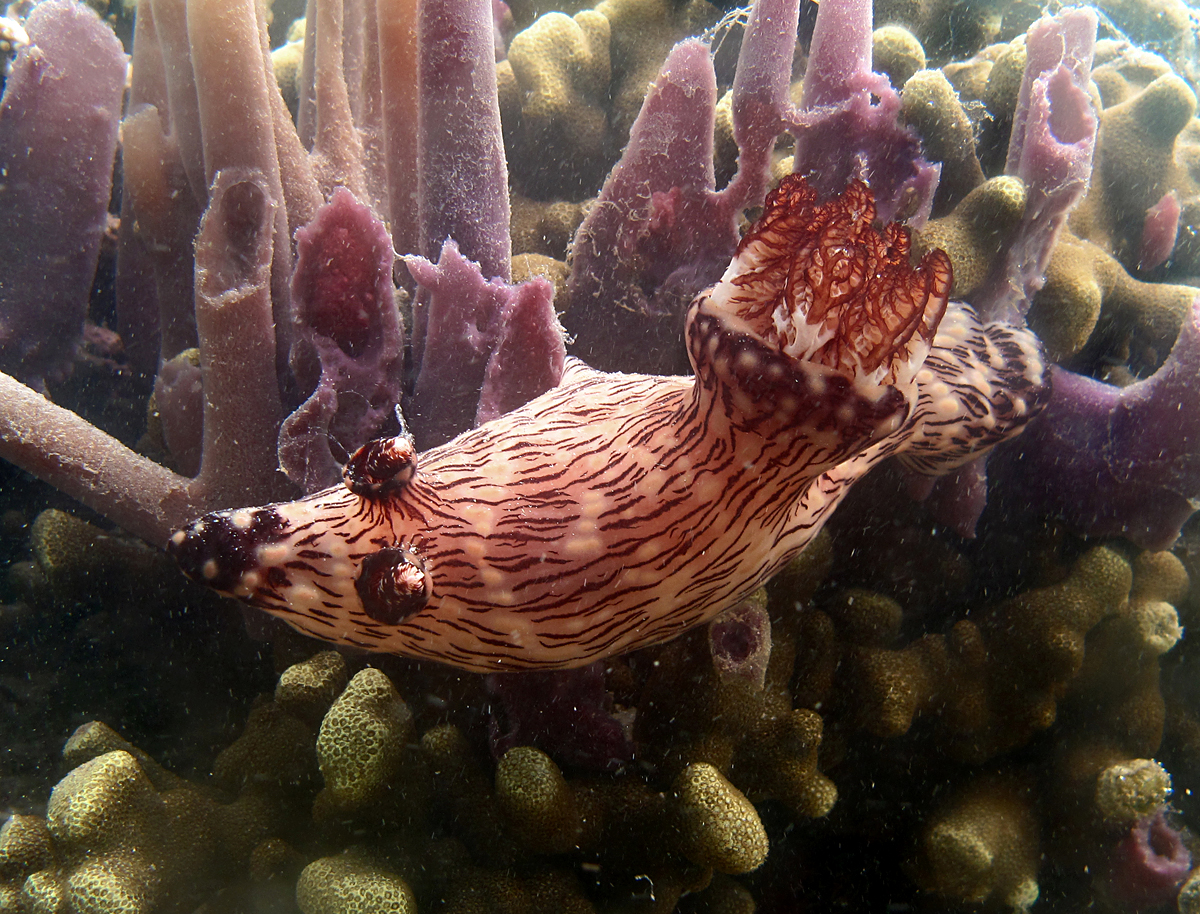
Spécimen photographié à La Réunion.

La ponte est rose.

## Distribution
Cette espèce se rencontre dans la zone tropicale Indo/Ouest-Pacifique, des côtes orientales de l'Afrique aux côtes de la  Papouasie-Nouvelle-Guinée. 

## Habitat
Son habitat correspond à la zone récifale, sur les sommets ou les lagons en faible profondeur, avec une prédilection pour les zones sablonneuses.

## Éthologie
Ce Jorunna est benthique et diurne.

## Alimentation
Jorunna rubescens se nourrit principalement d'éponges.